# Lijst van religieuze symbolen
Deze lijst van religieuze symbolen geeft een overzicht van bekende religieuze grafische symbolen.
| Boeddhistische symbolen                                              |                                                                  |
|                                                                      | blad van de bodhiboom                                            |
|                                                                      | dharmawiel of wiel der wet                                       |
|                                                                      | swastika (onder meer jaïnisme, hindoeïsme, picten en boeddhisme) |
| Christelijke symbolen                                                |                                                                  |
| Zie Christelijke symboliek voor het hoofdartikel over dit onderwerp. |                                                                  |
|                                                                      | Alfa en Omega                                                    |
|                                                                      | ichthus-teken                                                    |
|                                                                      | IHS-symbool                                                      |
|                                                                      | kruis                                                            |
|                                                                      | labarum                                                          |
|                                                                      | triquetra uit het Keltisch christendom en het heidendom          |
|                                                                      | Russisch kruis (onder meer Oosters-Orthodoxe Kerk)               |
| Islamitische symbolen                                                |                                                                  |
|                                                                      | naam van God geschreven in het Arabisch                          |
|                                                                      | maansikkel                                                       |
|                                                                      | maan-ster-symbool                                                |
|                                                                      | Rub El Hizb                                                      |
| Joodse symbolen                                                      |                                                                  |
|                                                                      | davidster                                                        |
|                                                                      | menora of zevenarmige kandelaar (officieel symbool)              |
| Paganistische symbolen                                               |                                                                  |
|                                                                      | handen Gods (Slavisch en Vandalen-paganisme)                     |
|                                                                      | pentakel of pentagram ((neo)paganisme en wicca)                  |
|                                                                      | zonnekruis (paganisme)                                           |
| Overig                                                               |                                                                  |
|                                                                      | faravahar (zoroastrisme)                                         |
|                                                                      | khanda (sikhisme)                                                |
|                                                                      | mjölnir, krijgshamer van Thor (noordse mythologie)               |
|                                                                      | negenpuntige ster (bahai)                                        |
|                                                                      | Om-teken (hindoeïsme)                                            |
|                                                                      | ouroboros (esoterie)                                             |
|                                                                      | torii (shinto)                                                   |
|                                                                      | yin en yang (taoïsme)                                            |